# Lantoniaina Ramalalanirina
Mireille Lantoniaina Ramalalanirina (* 12. April 1977) ist eine ehemalige madagassische Leichtathletin, die sich auf den Sprint spezialisiert hat. Auch ihre Schwester Nicole Ramalalanirina war als Leichtathletin aktiv.

## Sportliche Laufbahn
Erste internationale Erfahrungen sammelte Lantoniaina Ramalalanirina vermutlich im Jahr 1993, als sie bei den Afrikameisterschaften in Durban in 44,93 s gemeinsam mit Hanitriniaina Rakotondrabé, Nicole Ramalalanirina und Lalao Ravaonirina die Silbermedaille mit der madagassischen 4-mal-100-Meter-Staffel hinter dem nigerianischen Team gewann. 1996 nahm sie mit der Staffel an den Olympischen Sommerspielen in Atlanta teil und kam dort im Vorlauf nicht ins Ziel. Anschließen startete sie im 100-Meter-Lauf bei den Juniorenweltmeisterschaften in Sydney und schied dort mit 12,01 s im Viertelfinale aus. Im Jahr darauf belegte sie bei den Spielen der Frankophonie in Antananarivo in 11,92 s den vierten Platz über 100 Meter und 1999 verpasste sie bei den Weltmeisterschaften in Sevilla mit 44,36 s den Finaleinzug mit der Staffel. Anschließend nahm sie mit der Staffel an den Afrikaspielen in Johannesburg teil und gewann dort in 43,98 s gemeinsam mit Hanitriniaina Rakotondrabé, Aurélie Jonary und Rosa Rakotozafy die Silbermedaille hinter dem Team aus Nigeria. Daraufhin beendete sie ihre aktive sportliche Karriere im Alter von 22 Jahren.
1996 wurde Ramalalanirina madagassische Meisterin im 100-Meter-Lauf.

## Persönliche Bestzeiten
- 100 Meter: 11,63 s, 1996